# Лозуватський парк
Лозуватський парк — парк-пам'ятка садово-паркового мистецтва місцевого значення. Об'єкт розташований на території Шполянського району Черкаської області, село Лозуватка.
Площа — 15 га, статус отриманий у 1979 році.